# Manuel Hornig
Manuel Hornig (* 18. Dezember 1982 in Kandel) ist ein ehemaliger deutscher Fußballspieler.

## Karriere

### Spieler
Hornig begann das Fußballspielen beim pfälzischen Club Olympia Rheinzabern und wechselte dann zur Jugend des Karlsruher SC. Im Jahr 2000 schloss er sich dem SC Hauenstein an, für den er bis 2005 in der Oberliga Südwest aktiv war. Danach wechselte er zum 1. FC Saarbrücken. Von 2007 bis 2008 stand er bei Kickers Offenbach unter Vertrag, danach schloss er sich dem 1. FC Kaiserslautern an. Ursprünglich als Führungsspieler für die zweite Mannschaft verpflichtet, spielte er sich beim FCK durch gute Trainingsleistungen auch in den Zweitligakader.
Hornig ist Linksfuß und wurde beim 1. FC Saarbrücken überwiegend als Innenverteidiger, teilweise auch als linker Außenverteidiger eingesetzt. Seinen ersten Einsatz in der Zweiten Bundesliga hatte er am 14. Mai 2006 für den 1. FC Saarbrücken beim 2:0-Sieg gegen Eintracht Braunschweig. Daneben wurde er zwei Mal im DFB-Pokal eingesetzt. Im August 2010 unterschrieb Hornig einen Einjahresvertrag bei der TuS Koblenz.
Nach einer guten Saison mit der TuS unterschrieb er zur Saison 2011/12 einen Vertrag bei Arminia Bielefeld, die zuvor aus der 2. Fußball-Bundesliga in die 3. Liga abgestiegen waren. Am 7. Spieltag erzielte er mit dem zwischenzeitlichen 1:0 seinen ersten Treffer für die Ostwestfalen in der 20. Minute des Spiels gegen den SSV Jahn Regensburg. Das Spiel endete 2:2. Mit der Arminia stieg Hornig in den Jahren 2013 und 2015 in die 2. Bundesliga auf. In der Saison 2013/14 wurde er zum Mannschaftskapitän ernannt. 2017 beendete er seine Karriere.

### Trainer
Hornig war bereits Co-Trainer von drei Jugendmannschaften von Arminia Bielefeld. Im Moment ist er bei der U-19-Auswahl aktiv. Zu einer festen Anstellung als U-19 Coach bei der Arminia kam es wegen seiner beruflichen Belastung als Lehrer nicht.

## Privates
Neben seiner Karriere als Fußballprofi absolvierte er ein Lehramtsstudium und war ab November 2017 als Referendar am Helmholtz-Gymnasium in Bielefeld tätig. Dort arbeitet er seit 2019 als Lehrer.
Sein jüngerer Bruder Florian (* 1985) war in der Regionalliga und Oberliga beim SC Hauenstein, TuS Mechtersheim, 1. FC Saarbrücken, SSV Ulm 1846 und SC Freiburg II aktiv.

## Erfolge
- Aufstieg in die 2. Bundesliga 2013 und 2015
- Westfalenpokalsieger 2012, 2013